# 君士坦丁堡圣母堂
君士坦丁堡圣母堂（Chiesa di Santa Maria di Costantinopoli）位于意大利卡普里岛阿纳卡普里李柯蒂区，建于11世纪，17世纪重建，兼具哥特式建筑和拜占庭建筑的建筑元素。堂内一些作品出自佛兰芒画家Guglielmo Borremans之手。君士坦丁堡圣母堂曾是阿纳卡普里的本堂区圣堂，后来被上智堂所取代。